# رالف ويليس (مغني)
رالف ويليس (بالإنجليزية: Ralph Willis)‏ هو مغني وكاتب أغاني أمريكي، ولد في 1910، وتوفي في 11 يونيو 1957 في نيويورك في الولايات المتحدة.

## وصلات خارجية
- رالف ويليس على موقع ميوزك برينز (الإنجليزية)
- رالف ويليس على موقع أول ميوزيك (الإنجليزية)
- رالف ويليس على موقع ديسكوغز (الإنجليزية)